# 파파 부바 디오프
파페 "파파" 부바 디오프(Pape "Papa" Bouba Diop, 1978년 1월 28일 ~ 2020년 11월 29일)는 세네갈의 프로 축구 선수였다. 그의 오히려 좋아했던 포지션은 수비형 미드필더였으나 또한 자신이 랑스에서 이전에 활약했던 중앙 수비수로서 활약할 수 있었다. 디오프는 강하고 공격적인 선수로 숙고되었다. 그의 활약 스타일과 능력은 파트리크 비에라에 비교되었다.
디오프는 잉글랜드에서 자신 경력의 거의를 보내 자신의 달성으로 팬들이 그에게 "The Wardrobe"라는 별명을 붙였다. 그는 프리미어리그에서 풀럼과 포츠머스를 위하여 활약하였고 2008년 후반의 클럽과 함께 FA컵을 우승하였다. 그는 또한 스위스에서 뇌샤텔 크사막스와 그라스호퍼, 프랑스에서 랑스, 그리고 그리스에서 AEK 아테네를 위하여 활약하였다.
세네갈을 위하여 총 11개의 득점들 중에 두번째는 FIFA 월드컵에서 세네갈의 첫 매치인 2002년 FIFA 월드컵의 오프닝 매치에서 당시 전직 우승국 프랑스에 1 대 0의 승리에서 왔다. 그는 4개의 아프리카 네이션스컵에서 활약하여 2002년 준우승을 거두었다.

## 클럽 경력

### 초기 경력
다카르 뤼피스크에서 잔루이지 부폰과 같은 날에 태어난 디오프는 1996년 세네갈 프리미어리그의 ASC 디아라프에 가입하기 전에 주니어 은데판 살티케와 함께 자신의 축구 경력을 시작하였다. 스위스를 위하여 세네갈을 떠난 그는 2000년 성수기에서 스위스 슈퍼리그 팀 뇌샤텔 크사막스를 위하여 프로로서 계약을 맺기 전에 FC 브베 스포츠와 함께 몇달을 보냈다. 동년 12월 그는 동료 최고 팀 그라스호퍼에 입단하여 자신의 첫 절반 시즌에서 챔피언십 타이틀을 우승하는 도움을 주었고, 다음에 UEFA 경연에서 자신의 첫 출연을 이루었다. 그는 5년 반의 계약에 리그1의 랑스에 입단하러 2002년 1월 프랑스로 이주하였다.

### 풀럼
랑스를 위한 자신의 인상적인 상연들이 있던 후에 디오프는 2004년 7월 6백만 파운드를 위하여 잉글랜드 프리미어 리그 팀 풀럼과 함께 4년 계약을 맺었다. 디오프는 8월 14일 맨체스터 시티를 상대로 데뷔하여 완전히 90분을 활약하였다. 디오프는 첼시를 상대로 풀럼을 위하여 자신의 첫 골을 득점하여 4 대 1의 홈 패배에서 풀럼의 단 하나의 골이었다. 풀럼에서 자신의 첫 시즌에 디오프는 자신의 2004년 ~ 2005년을 위한 시즌 상의 풀럼 옵타 선수로 임명된 팀을 위하여 그러한 인상적인 표명을 이루었다.
전 풀럼의 감독 로리 산체스는 디오프가 프리미어십에서 최고의 미드필더들 중의 하나가 되는 데 모든 속성들을 가졌다는 것을 말하였다. 그는 "프리미어십에서 왜 부바가 최고의 센터 미드필더 선수들 중의 하나로 지내는 데 자신을 일으킬 수 없었던 이유가 없고, 그것은 내가 그의 장기간 포지션을 보는 곳이다. 난 디오프가 세월 동안 활약한 것을 보았고, 그는 톱클래스 미드필더가 되는 데 모든 속성들을 가졌다."고 말하였다.
2005년 ~ 2006년 시즌 동안 자신의 성취로 디오프는 풀럼의 "올해의 선수"를 위하여 후보로 지명되었다. 그러고나서 그는 2009년까지 자신을 지키는 새로운 거래에 계약을 맺었다. 디오프는 그러고나서 자신이 풀럼과 함께 계약을 맺는 데 바른 결정을 만들었다는 것을 말하였다. 그는 팬들의 가장 좋아하는 선수가 되었다.
햄스트링, 발과 등의 문제들의 이유로 부상이 그가 2006년 ~ 2007년 시즌의 일부를 놓치고 대니 머피에게 주장 지위를 잃는 결과를 가져왔다. 2007년 1월 위건 애슬레틱은 미드필더를 위하여 5백만 파운드 입찰을 만들었으나 디오프는 운동에 대항하는 데 결정하여 풀럼과 함께 머물어 그들이 위탁을 피하는 도움을 주었다.
크레이븐 코티지에서 디오프의 3년 후에 산체스 감독은 그가 계속 나아가는 데 허용하였고, 그는 전송 마감의 날에 포츠머스로 이적하였다. 디오프는 자신이 84개의 매치들에서 활약하여 9개의 골을 득점한 자신의 풀럼 경력을 끝냈다.

### 포츠머스
디오프는 3.5 백만 파운드를 위하여 포츠머스와 함께 5년 계약을 맺었다. 그는 2007년 9월 15일 0 대 0으로 비긴 리버풀을 상대로 자신의 데뷔를 이루었다. 디오프는 포츠머스의 승리적 2008년 FA컵 캠페인에서 핵심 선수였으며 완고하고, 방어적인 경기를 활약하여 카디프 시티를 상대로 어떤 중요한 태클을 이루었다.
포츠머스의 위탁에 이어 디오프는 양도될 것 같이 숙고되었다. 포츠머스의 집행자 앤드루 안드로니쿠는 디오프가 1백만 파운드 만을 위하여 떠날 것이라고 진술하였으나 포츠머스는 2010년 7월 결국적으로 디오프를 AEK 아테네로 이적시키는 데 7백 5십만 파운드 가량으로 보고된 미공개 수수료로 동의하였다. 그는 득점 없이 포츠머스를 위하여 72개의 경기들을 활약하였다.

### AEK 아테네
2010년 7월 13일 디오프는 풀럼, 셀틱과 파리 생제르맹으로부터 관심에 불구하고, 한 시즌에 90만 유로를 벌으는 2년 계약을 맺은 AEK 아테네와 함께 조건들에 동의하였다.
디오프는 유로파 리그 플레이오프 첫 경기에서 8월 19일 던디 유나이티드를 상대로 자신의 AEK 아테네 데뷔를 하였다. 디오프는 1 대 0의 승리의 81분에서 보결 선수로서 나왔다. 그는 AEK에게 4 대 0으로 끝난 매치인 2011년 6월 3일 PAOK를 상대로 자신의 첫 슈퍼리그 골을 득점하였다. 디오프는 19개 만의 경기들에서 활약한 시즌을 끝냈다. 4월 30일 디오프는 아트로미토스를 상대로 3 대 0의 우승에서 AEK와 함께 그리스 컵을 우승하였다. 디오프는 또한 AEK에게 3 대 0의 선두를 주었던 슈퍼리그 그리스 플레이오프에서 PAOK를 상대로 2골을 득점하기도 하였다.

### 웨스트햄 유나이티드
2011년 8월 30일 웨스트햄 유나이티드는 1년 거래에 디오프의 계약을 공고하였다. 그는 AEK 아테네를 떠난 후, 무료 이적에 가입하였다. 거래는 더욱 나가서의 한해를 위하여 계약을 맺는 선택권을 포함하였다. 그는 10월 1일 크리스털 팰리스와 2 대 2로 비긴 매치에 웨스트햄을 위하여 자신의 처음이자 단 하나의 골을 득점하였다. 그의 골은 1 대 0의 우승에서 승리 선수로 증명하였다. 그는 리그에서 웨스트햄을 위하여 16개의 출연을 이루었고, 팀의 인기있는 일원 선수였다. 2012년 5월 19일 웸블리 스타디움에서 열린 EFL 챔피언십의 날에 팀의 일원이 아니었어도 디오프는 플레이오프 결승전을 통하여 프리미어 리그로 웨스트햄이 승진하면서 팀과 함께 경기장에서 축하를 벌였다. 6월 30일 디오프는 자신의 계약의 만기에 웨스트햄에 의하여 내보내졌다.

### 버밍엄 시티
2012년 10월 그는 워크 비자를 위한 성공적인 신청으로 주제인 단기간 계약에 전 동료 선수 리 클라크의 버밍엄 시티에 입단하는 데 조건들을 동의하였고, 거래는 10월 19일에 완료되었다. 그러고나서 그는 한달 더의 기간을 위하여 계약을 맺었고, 결국 11월 27일 블랙풀에 1 대 1로 비긴 매치에서 후반전 보결 선수로서 자신의 버밍엄 시티 데뷔를 이루었다. 12월 15일 크리스털 팰리스의 방문을 위하여 헤이든 멀린스가 정지를 당하고, 조너선 스펙터가 부상을 당하면서 디오프는 중앙 수비수에서 리그의 데뷔 선수 콜럼 라이일와 더불어 버밍엄 시티를 위하여 자신의 첫 출발 경기를 이루었다. 버밍엄 시티가 2 대 0의 아래에서 무승부로 돌아오면서 롭 홀의 코너로부터 강력한 헤드슛으로 동등한 골을 득점하였고, 또다른 달의 계약과 함께 보답되었다. 그는 곧 후에 햄스트링 부상을 당하였고, 적합으로 임박한 복귀에 불구하고 팀의 재정적 어려움들은 그들이 그에게 더욱 나가서의 계약 연장을 제공할 수 없었다는 것을 의미하였다.

## 국제 경력
디오프는 뇌샤텔 크사막스를 위하여 활약한 동안 21세의 나이로 1999년 세네갈 축구 국가대표팀으로 자신의 첫 소집을 받았다. 그는 말리에서 열린 2002년 아프리카 네이션스컵에서 준우승을 거둔 국가대표팀의 일부였으며, 준결승전에서 나이지리아에 2 대 1로 우승의 오프닝 골을 득점하였다.
그는 아마 당시 군림하던 세계 챔피언의 1 대 0의 패배에서 결과를 가져온 프랑스를 상대로 2002년 FIFA 월드컵의 첫 골을 득점한 것과 세네갈이 준준결승전에 도달한 토너먼트로부터 그들의 일찍이 제거로 가장 잘 알려졌다. 그는 우루과이를 상대로 또한 2개의 골을 득점하여 3개의 골과 함께 토너먼트에서 세네갈 팀의 최고 득점 선수로서 끝났다. 디오프는 경기장의 코너로 달려가면서 프랑스를 상대로 자신의 골을 축하벌이며 바닥에 자신의 셔츠를 놓아 그의 동료 선수들이 그것을 주위로 춤을 추게 하였다.
디오프는 3개 더의 아프리카 네이션스컵에서 활약하였으며 2004년 그는 튀니지에서 열린 대회에서 케냐에 3 대 0의 조별 매치에서 득점하였고, 준준결승전에서 기니를 상대로 3 대 2의 승리에서 공을 네트에 쳤다. 그의 마지막 출연들은 세네갈 팀의 나쁜 징계의 이유로 토너먼트가 열린 동안 감독 헨리크 카스페르차크가 사임한 2008년 가나에서 열린 조별 단계 예선 경기에서 있었다. 디오프는 세네갈을 위하여 63회를 활약하여 11개의 골을 득점하였다.

## 플레이 스타일
풀럼에서 그의 감독 크리스 콜먼은 디오프를 "거대한 발과 함께 골들을 득점하고, 잘 방어하며 태클을 하는 선수로서 좋은 속도를 가진 것"으로 묘사하였고, 그의 "달성과 능력"은 당시 프리미어 리그에서 진기하여 파트리크 비에라와 비슷한 것을 언급하였다. 전 맨체스터 유나이티드의 미드필더 폴 스콜스는 그를 자신이 상대로 활약한 가장 "어색한" 선수들 중의 하나로 묘사하였고, "당신은 그와 함께 육체적으로 연루되었고, 당신의 시간을 낭비하고 있다"는 것을 주목하였다. 잉글랜드에서 자신의 활약 경력 동안 디오프는 자신의 신장 (6 피트 5 인치 (1.96m))으로 "The Wardrobe"라는 별명이 붙었다.

## 사망
2020년 11월 29일 장기적 지병에 이어 파리에서 사망하였다. 그 일은 그가 근위축성 측색 경화증에 걸렸다고 레키프에 의하여 보고되었다.
그의 고향에서 매장이 있기 전에 디오프의 장례식은 다카르에서 열렸다. 장례식에 참석자들은 그의 연인 마리 오드, 그들의 아들과 딸, 세네갈의 마키 살 대통령과 2002년 월드컵으로부터 동료 선수들이었다.